# 林英夫
林 英夫（はやし ひでお、1920年12月10日 - 2007年2月5日）は、日本の歴史家（日本史）。立教大学名誉教授。
織物業史・農村工業史を専門とし、マニュファクチュア論争に大きな影響を与える。『豊島区史』などの自治体史編纂にも従事した他、古文書解読字典の編纂など、近世古文書学にも通じる。

## 略歴
愛知県中島郡（現在の一宮市）生まれ。生家は美濃路・起宿の脇本陣。1943年立教大学文学部史学科卒業。
台湾から復員後、本郷高等学校に勤務。1951年開成高等学校に転じ、文部省検定の教科書を使わずに、手作りの「開成日本史」を活用した。1955年立教大学専任講師となり、助教授、教授。1965年「近世農村工業史の基礎過程 濃尾縞木綿織物史の研究」で、立教大学より文学博士の学位を受く。1985年定年退職、名誉教授、東京家政大学文学部教授、日本福祉大学知多半島総合研究所客員教授などを務めた。
地方史研究協議会会長など、日本史学会の要職を経て、1975年から2006年まで朝日カルチャーセンターで講師を務めた。
2007年2月25日、肺炎のため死去。87歳没。

## 著書
- 『近世農村工業史の基礎過程 濃尾縞木綿織物史の研究』青木書店、1960年
- 『在方木綿問屋の史的展開』塙選書、1965年
- 『秤座』吉川弘文館・日本歴史叢書、1973年
- 『絶望的近代の民衆像 地方主義の復権』柏書房、1976年
- 『豊島区の歴史』東京にふる里をつくる会編 名著出版 東京ふる里文庫 1977
- 『ロシアを見てきた三芳の兵士』三芳町教育委員会 みよしほたる文庫 1989

### 共編著
- 『守随家秤座文書』浅見恵共編 新生社 1967
- 『地方史研究の方法』木村礎共編 新生社、1968年
- 『近代民衆の記録 4 流民』編 新人物往来社 1971
- 『ものいわぬ群れ 地方史物語 西国篇／東国篇』編 新人物往来社 1971
- 『近世古文書解読字典』柏書房、1972年
- 『番付集成』芳賀登共編　柏書房、1973年
- 『文献資料整理の実務』編 柏書房 地方史マニュアル　1974
- 『市町村史等刊行の実務』児玉幸多共編 柏書房 地方史マニュアル 1975
- 『入門近世文書字典』中田易直共編 柏書房 1975
- 『地方史の思想と視点』児玉幸多, 芳賀登共編 柏書房 地方史マニュアル 1976
- 『近世文書の解読』田畑勉共編 柏書房 1978
- 『幕藩制から近代へ』山田昭次共編 柏書房 1979
- 『古文書の語る日本史 7 江戸後期』編 筑摩書房 1989
- 『古文書に学ぶ日本史』編 名著出版 1991
- 『馬の文化叢書 第4巻　近世 馬と日本史3』編 馬事文化財団 1993
- 『基礎古文書のよみかた』監修　柏書房、1998年
- 『音訓引古文書大字叢』監修　柏書房、1999年
- 『地方史研究の新方法』木村礎共編 八木書店 2000
- 『解読近世書状大鑑』監修　柏書房、2001年
- 『春画・江戸ごよみ 夏の巻』吉原健一郎、岡田芳朗、白倉敬彦共著 作品社 2001
- 『事典しらべる江戸時代』青木美智男と編集代表 柏書房 2001
- 『番付で読む江戸時代』青木美智男共編 柏書房 2003